# Diplotemnus garypoides
Diplotemnus garypoides es una especie de arácnido del orden Pseudoscorpionida de la familia Atemnidae.

## Distribución geográfica
Se encuentra en el sur de África y en Guinea-Bisáu.